# Asker Hockey
Asker Hockey var en norsk ishockeyklub i Asker, der eksisterede fra 1992 til 1994. Asker Hockey var i eliteserien. Asker Hockey var en fusion af Frisk Asker og Holmen.
Asker Hockey var et forsøg på at fremskynde ishockey i Asker og var en overbygning mellem eliteklubben Frisk og Breddeklubben Holmen. Efter tunge Frisk-år var de havnet i samme division. Den nye satsning startede med Eliteserieplass og erstattede Frisk's berømte orange og blå farver med den lige så spektakulære turkis og rød! Asker overraskede i sin første sæson og gik videre fra første del af Eliteserien på bekostning af Trondheim Ishockeyklubb. Samarbejdet brød sammen, og Frisk vendte tilbage til eliten under eget flag to år senere. 